# 格斗运动
格斗运动是一种一對一肢體接觸運動。在格斗运动中，参赛者如果要獲勝，必須比对手得分更多、或者直接击倒对手，這樣才能获胜。拳击、巴西柔术、卡波耶拉、柔术、柔道、空手道、踢拳、緬甸拳、綜合搏擊、综合格斗、泰拳、桑搏、散打、法國踢腿術、跆拳道、 潘克拉辛、摔跤以及職業摔角等都屬於格鬥運動。